# Jiddisch van A tot Z

## A
Achenebbisj -
Ajen -
Chava Alberstein -
Sholom Aleichem -
Almemmer -
Alt-Neu shul -
Amsterdam Klezmer Band -
Amsterdams -
Anatevka -
Asjkenazische Joden

## B
Bagel -
Bajes -
Baltacheles -
Bargoens -
Beis -
Beisje -
Beroche -
Lucette van den Berg -
Chajiem Nachman Bialik -
Nathan Birnbaum -
Borsjt -
Brooge

## C
Challe -
Charousjes -
Chassene -
Ches -
Choppe

## D
Der Nister -
Dibboek -
Di Gojim -
Dollet

## F
Giora Feidman -
Fiddler on the Roof -
Leo Fuld

## G
Gabber -
Galle -
Gannef -
Gefilte fisj -
Geintje -
Gimmel -
Goj -
Golem -
Gotspe

## H
Haloche -
Hamansoren -
Jeff Hamburg -
Hebreeuws alfabet -
Hoogduits -
Hoteldebotel

## J
Jajem -
Lin Jaldati -
Jatten -
Jesjiewe -
Jiddisch -
Jiddisch alfabet -
Jiddische literatuur -
Jiddisj -
Jiddischtalige Wikipedia - 
Jodendom -
Joed -
Joetje -
Joodse Autonome Oblast -
Judaïstiek

## K
Kabbole
Ka-tzetnik -
Kaddesj -
Kaffer -
Kassie-zes -
Kesoebe -
Kiddesj -
Kiesjeliesj -
Klezmer -
Koefnoen -
Koefnoentje -
Kof -
Kol Nidre -
Koosjer -
Kroke -
Kleztory

## L
Latkes -
Lefgozer -
Glikl bas Judah Leib

## M
Matse -
Mazzeltov -
Mediene -
Meier -
Meiref -
Mikwe -
Minche -
Minje -
Misnagdiem -
Moĝendovid -
Mokum -
Mokum Aye -
Mokum Beis (Berlijn) -
Mokum Beis (Winschoten) -
Mokum Dollet -
Mokum Reisj -
Mokum van het Noorden

## O
Obbene Sjoel -
Oi Va Voi -
Ontzinden

## P
Pei -
Peies

## R
Ramsj -
Raquel Rastenni -
Reisj

## S
Sammech -
Shrek -
Shtetl Band Amsterdam -
Shtrudel -
Isaac Bashevis Singer -
Sjabbes -
Sjabbeskaarsen -
Sjabbespaal -
Sjachres -
Sjeitel -
Sjoel -
Sjolem -
Sjoufer -
Sjtetl -
Sjtreimel -
Smeris -
Leo Smit -
Smoes -
Adriaan Stoet

## T
Tacheles -
Talles -
Tefille -
Tefillen -
Toomler -
Treife -
Tsedoke -
Sophie Tucker

## U
Viktor Ullmann

## W
Wieberen -
Wof

## Y
Yarmulke

## Z
Zajen -
Zeeuwse bolus